# Edwin J. Houston
Edwin James Houston (9. července 1847 Alexandria, Virginie, USA – 1. března 1914 New York, New York) byl americký elektrotechnický vynálezce.
Vystudoval Newyorskou ústřední školu (ang. New York Central High School) v r. 1864. Během výuky fyziky na Ústřední škole ve Filadelfii (Central High School in Philadelphia) pomáhal s řešením generátoru pro obloukové světlo svému spolužákovi Elihu Thomsonovi. Společně v roce 1879 vytvořili Thomson-Houston Electric Company. V roce 1892 společnost Thomson-Houston splynula s Edisonovou společností Edison General Electric Company a tak vznikla General Electric, nová rozsáhlejší společnost. Roku 1894 Houston založil elektroinženýrskou poradenskou firmu s Arthurem Kennellym.
Houston byl dvakrát presidentem Amerického institutu elektrotechnického.
Zemřel na selhání srdce.